# بيل دوجلاس
بيل دوجلاس (بالإنجليزية: Bill Douglass)‏ هو عازف جاز أمريكي، ولد في 28 فبراير 1923 في تكساس في الولايات المتحدة، وتوفي في 19 ديسمبر 1994.

## وصلات خارجية
- بيل دوجلاس على موقع ميوزك برينز (الإنجليزية)
- بيل دوجلاس على موقع أول ميوزيك (الإنجليزية)
- بيل دوجلاس على موقع ديسكوغز (الإنجليزية)